# 郑坊镇 (顺昌县)
郑坊乡，是中华人民共和国福建省南平市顺昌县下辖的一个乡镇级行政单位。

## 行政区划
郑坊乡下辖以下地区：
郑坊村、兴源村、俸窠村、罗坊村、峰岭村、上坊村和榜山村。